# Rukmini Maria Callimachi
Rukmini Maria Callimachi, născută Sichitiu (n. 25 iunie 1973, București, România) este o poetă și jurnalistă română-americană pentru The New York Times, care abordează subiecte despre extremismul islamic. Rukmini s-a clasat de patru ori printre finaliștii pentru decernarea premiilor Pulitzer. A fost gazda podcast-ului Caliphate, realizat de The New York Times, pentru care a primit Peabody Award, însă acest premiu i-a fost retras ulterior în urma unei controverse legate de integritatea emisiunii. 

## Date biografice
Callimachi a fost botezată Rukmini datorită relației apropiate dintre familia ei și teozoafa și dansatoarea indiană Rukmini Devi Arundale, cea care a înființat Fundația Kalakshetra în Chennai, India. Născută Sichitiu, este fiica vitregă a lui Mihai Botez, om de știință și disident împotriva regimului comunist din România. Pe linie maternă, Rukmini este descendenta familiei fanariote Callimachi (o familie de greci din România), fiind urmașa Eufrosinei Callimachi, fiica domnitorului Scarlat Callimachi. Pentru a cinsti moștenirea familiei sale, Rukmini și-a schimbat numele în Callimachi.
Rukmini Sichitiu a părăsit România la vârsta de cinci ani, în 1979, alături de mama și bunica sa, sub pretextul unei călătorii în Elveția, în timp ce tatăl ei a rămas în București, pentru a îndepărta orice suspiciune, după care s-a alăturat și el familiei în 1980. În Elveția, părinții ei au divorțat, tatăl ei a rămas în Lausanne, iar ea și mama ei s-au mutat în Ojai, California, unde Rukmini a urmat școala primară. Aici a absolvit apoi The Oak Grove School și The Thacher School. A obținut diplome de la Dartmouth College și de la Exeter College în cadrul Universității Oxford, unde a urmat cursuri de lingvistică.

## Carieră
După ce a publicat poezie, Callimachi a devenit freelancer în New Delhi, India, inclusiv pentru revista Time. În 2003 a devenit membră a Associated Press din Portland, Oregon. A petrecut un an în New Orleans, relatând în presa scrisă despre urmările uraganului Katrina, iar în 2006 a început să relateze despre Dakar, în calitate de corespondent în Africa Occidentală din partea Associated Press. În acest context, a condus ample investigații despre situația copiilor exploatați, provenind din medii defavorizate din Africa Occidentală și Centrală. Pentru aceste articole a fost finalistă la Premiile Pulitzer pentru reportaje internaționale în 2009. Ulterior, ea a devenit cunoscută pentru reportajele despre extremism și a fost din nou finalistă Pulitzer în 2014, pentru „descoperirea și cercetarea neînfricată a unor documente interne care au dărâmat mituri și au aprofundat percepția globală asupra rețelei teroriste al-Qaida.”
În 2014, Callimachi a fost angajată de The New York Times. Aici s-a axat pe reportaje despre extremismul islamic, ceea ce a contribuit la includerea în grup a personalului cotidianului american pe lista finaliștilor Pullitzer. În 2016, munca ei de jurnalist de investigații a fost recunoscută prin decernarea Premiului pentru integritate în jurnalism acordat de către International Center for Journalists, pentru „deosebita contribuție la expunerea crimelor împotriva umanității”. În 2020, Callimachi a fost repartizată la alt departament de știri din cadrul The New York Times, care nu se ocupă de terorism.

## Reportajele despre ISIS

### Caliphate
Serialul documentar audio (podcast) Caliphate, lansat în aprilie 2018, cuprinde reportaje realizate de Callimachi despre statul Islamic, precum și relatările lui Abu Huzaifa al-Kanadi, care susținea că a ucis oameni care luptau pentru Statul Islamic și de aceea s-a întors în Canada, unde putea trăi liber. Podcast-ul a obținut un premiu Peabody la secțiunea radio/podcast din anul respectiv. Tot pentru Caliphate, Callimachi a fost din nou numită finalistă Pullitzer, „pentru redarea puterii și permanenței mișcării teroriste ISIS, prin neobosite reportaje online și pe teren și pentru deosebita prezentare a acestora în cadrul unui podcast.”
În mai 2018, jurnalista de televiziune Diana Swain de la CBC News a contestat credibilitatea relatării lui Huzaifa și a sugerat că acesta ar putea minți The New York Times. În septembrie 2020, canadianul Abu Huzaifa, al cărui nume real era Shehroze Chaudhry, a fost acuzat conform legilor canadiene de inventarea poveștii despre călătoria sa în Siria pentru a se alătura grupării ISIS, relatată apoi de podcast-ul Caliphate produs de The New York Times. Cazul lui se judecă în continuare. Răspunsul din partea The New York Times a fost că vor demara o anchetă privind reportajele incluse în podcast. În decembrie 2020, The New York Times a recunoscut că mare parte din podcast s-a bazat pe informații eronate și că acest podcast „nu ar fi trebuit să fie centrat exclusiv pe narațiunea dlui Chaudhry”. Drept urmare, Callimachi a fost repartizată la alt departament. Pe 18 decembrie 2020, The New York Times a anunțat că, în așteptarea finalizării investigației, va retrage premiul Peabody câștigat de podcast-ul Caliphate.

### Dosarele ISIS
Peste 15.000 de dosare, cunoscute sub numele de „The ISIS Files” (Dosarele ISIS), obținute de Rukmini și colegii săi în perioada cât au stat alături de armata irakiană au fost digitalizate, traduse, analizate și publicate de The New York Times și Universitatea George Washington, în cadrul unui „acord exclusiv”. Cele două părți implicate și-au făcut publice intențiile unei astfel de colaborări în 2018, iar până în 2020 deja dosarele apăruseră în mediul virtual.
Au existat și păreri critice referitoare la modul în care Rukmini Callimachi a intrat în posesia acestor dosare. S-a afirmat că acestea ar fi fost obținute fără permisiunea legală, demonstrând astfel o atitudine neoimperialistă.
După digitalizare, dosarele au fost predate Ambasadei Republicii Irak din Washington D.C..

## Premii
- 1998 - Premiul Keats-Shelley pentru poezie[32]
- 2004 - Premiul John M. Templeton Story of the Year, pentru articolul din The Daily Herald (III.) „Passage from India”[33]
- 2007 - Sidney Hillman Foundation Award, pentru prezentarea în presă a consecințelor uraganului Katrina[34]
- 2009 - finalistă la Premiul Pulitzer pentru „investigarea fenomenului de exploatare a copiilor săraci din Africa Centrală și Occidentală”[35]
- 2011 - Eugene S. Pulliam National Journalism Writing Award acordat de Ball State University pentru articolul ei, intitulat „Haiti-Hotel Montana[36]
- 2012 - McGill Medal for Journalistic Courage acordată de Grady College of Journalism and Mass Communication[37]
- 2014 - Michael Kelly Award și finalistă în 2009[38] și 2012[39]
- 2016 - Aurora Prize for Integrity in Journalism (Premiul Aurora pentru integritate în jurnalism)[40]
- 2018 - Peabody Award, premiu acordat în domeniul știrilor de radio și podcast; ulterior acest premiu i-a fost retras de The New York Times[14]

## Articole publicate (selecție)
- „Gabon casts first votes after dictator's death”. Associated Press. 30 august 2009. Arhivat din original la 22 aprilie 2023. Accesat în 15 martie 2024.
- Callimachi, Rukmini (9 august 2009). „Opium addictions grip families in Afghanistan's remote villages”. The Boston Globe.
- „Afghan women candidates campaign in burqas”. The Taiwan News. 30 iulie 2009. Arhivat din original la 4 martie 2016. Accesat în 15 martie 2024.
- „Ruler with 45 homes among world's most corrupt”. The Taiwan News. 22 iunie 2009. Arhivat din original la 3 martie 2016. Accesat în 15 martie 2024.
- „'Gabon weeps' for strongman despite lost riches”. FreeLibrary. 20 iunie 2009.[nefuncțională – arhivă]
- „Somali pirates held after attack off the Seychelles”. The Scotsman. 29 aprilie 2009.
- Callimachi, Rukmini (21 iulie 2007). When the lights go out, students take off to airport. The Guardian. London. Accesat în 23 mai 2010.
- Callimachi, Rukmini (15 mai 2005). „Mt. St. Helens' Victims Remembered”. The Los Angeles Times. Accesat în 23 mai 2010.
- Callimachi, Rukmini (26 noiembrie 2004). „Adidas Feeling Pressure From Nike on Home Turf”. The Los Angeles Times. Accesat în 23 mai 2010.
- Callimachi, Rukmini (23 august 2004). „Banks Look to Cash In by Providing Personal Touches”. The Los Angeles Times. Accesat în 23 mai 2010.
- Callimachi, Rukmini (18 august 2004). „All the Comforts of Home”. The Los Angeles Times. Accesat în 23 mai 2010.
- Callimachi, Rukmini (10 mai 2004). „Bioengineered Grass Is Cause for Growing Concern”. The Los Angeles Times. Accesat în 23 mai 2010.
- Tim McGirk (29 ianuarie 2001). „Tremor Mortis”. Time. Arhivat din original la 28 iulie 2012.
- Callimachi, Rukmini (27 iunie 2015). „ISIS and the Lonely Young American”. The New York Times.
- Callimachi, Rukmini (2018). „Caliphate”. The New York Times.